# قطار کابلی

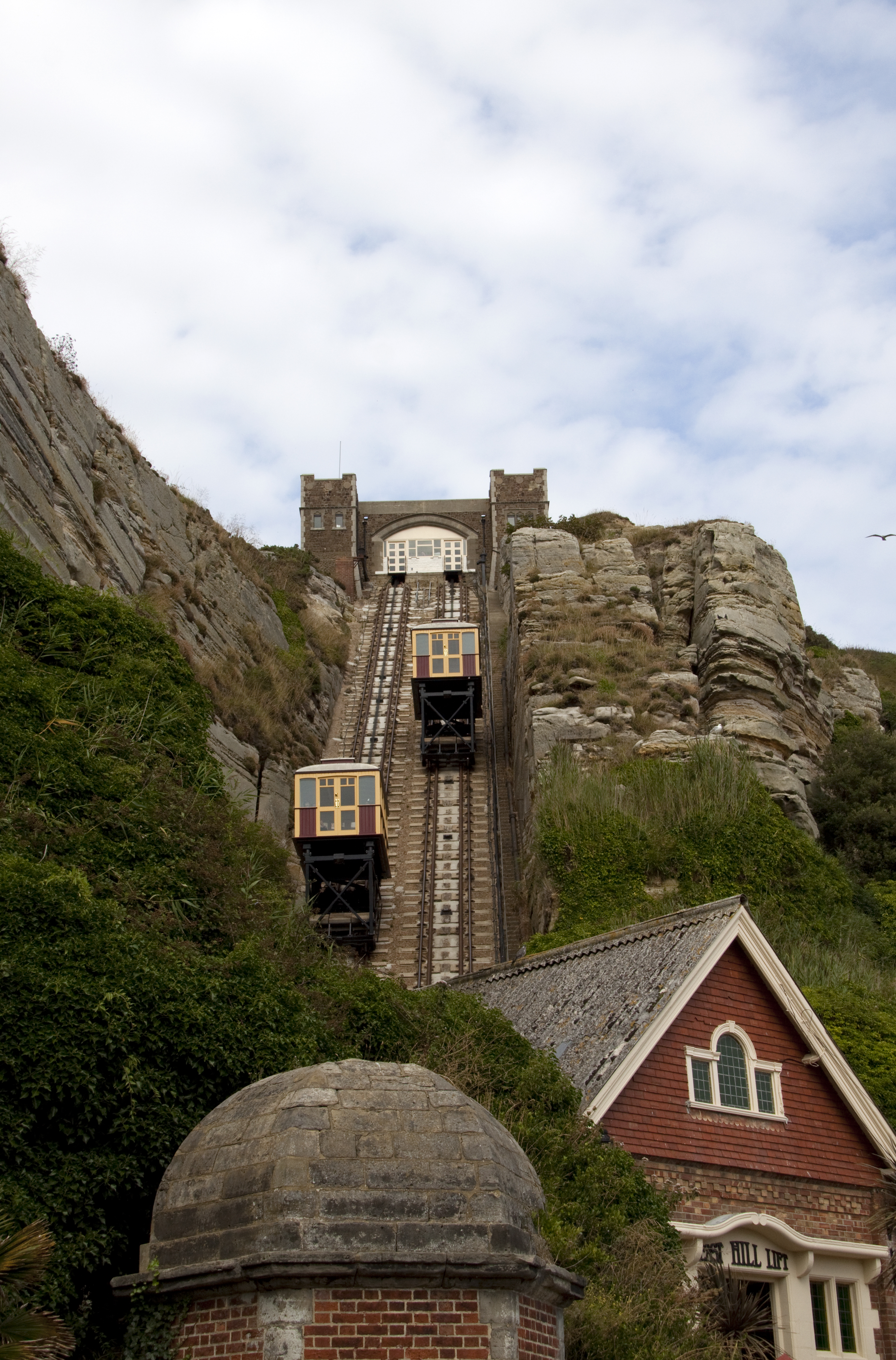
قطار کابلی در هیستینگز انگلستان

انواع ریل و چرخ‌های مخصوص آن

قطار کابلی (به انگلیسی: Funicular) یا قطار کوهنورد، قطاری است کابلی که از آن برای صعود به ارتفاع استفاده می‌شود. این قطار دارای دو واگن است که توسط طناب فولادی قوی به همدیگر متصل هستند و با حرکت یکی به پائین، دیگری بالا می‌رود.

## انواع ریل و چرخ
واگن‌ها به کمک چرخ دنده‌ای که در بالای تپه قرار دارد و کابل‌ها به دور آن می‌چرخند به حرکت در می‌آیند و سپس نیروی ثقل واگن را به طرف پائین می‌راند.
درانواع اولیه که محدودیت جا نبود، از چهار ریل استفاده کرده‌اند و هر واگن در ریل خودش رفت‌وآمد می‌کرد، مانند قطار (پیتسبورگ) ولی با تفاوتی که در لبه‌های چرخ‌ها به وجود آمده و همچنین انحراف ریل‌ها در وسط مسیر و ایجاد محل عبور مجزا، سیستم‌های سه‌ریلی و دوریلی نیز ساخته شده است.

## تاریخچه
در سال ۱۵۱۵ اولین قطار کابلی در زالتسبورگ اتریش ساخته شده بود که دارای ریل چوبی بود و توسط نیروی انسان یا به کمک حیوانات حرکت داده می‌شد. در قرن ۱۸ میلادی در بسیاری از کشورها قطارهای کابلی کار می‌کردند و در سال ۱۸۷۹ Carl Roman Abt در سوئیس اولین قطار کابلی دوریلی را ابداع نمود. امروزه بیشتر از ۴۰ قطار کابلی در دنیا وجود دارد که بعضی از آنها درحقیقت آسانسورهای مایل هستند.